# Tuomas Iisalo
Tuomas Iisalo (né le 29 juillet 1982 à Helsinki) est un joueur puis entraîneur finlandais de basket-ball.
Mesurant 1,95 mètre, Iisalo a joué comme arrière au cours de sa carrière de joueur. Il a joué pour l'équipe nationale finlandaise.
Il est entraîneur du Paris Basketball dans le championnat de France de 2023 à 2024.
En juillet 2024, Iisalo est recruté comme entraîneur adjoint des Grizzlies de Memphis, en NBA.
Taylor Jenkins, entraîneur principal des Grizzlies est démis de ses fonctions en mars 2025 alors que les Grizzlies ont un bilan de 44 victoires et 29 défaites. Iisalo est nommé entraîneur principal à titre intérimaire,. Après trois premières défaites face aux Lakers, Celtics et aux Warriors, il obtient sa première victoire le 3 avril face au Heat. Iisalo est titularisé au poste d'entraîneur en mai 2025.

## Palmarès
- Vainqueur de la Ligue des champions 2023 avec Bonn.
- Vainqueur de la Leaders cup 2024[6] avec Paris.
- Vainqueur de l'EuroCoupe 2023-2024 avec Paris.